# Poecilia formosa
Poecilia formosa là một loài cá nước ngọt có nguồn gốc từ vùng nước ngọt ấm giữa sông Tuxpan ở phía đông bắc Mexico và Rio Grande và sông Nueces ở các bang phía cực nam của Hoa Kỳ của Texas. Nó sinh sản thông qua trinh sinh, và về cơ bản tất cả các cá thể đều là cá thể cái. Tên thông thường trong tiếng Anh của loài (Amazon molly) được đặt dựa theo các chiến binh Amazon, một xã hội do phụ nữ điều hành trong thần thoại Hy Lạp.

## Sinh sản
Sinh sản của loài thuộc kiểu trinh sản. Điều này có nghĩa là mặc dù con cái phải giao phối với con đực, vật liệu di truyền từ con đực không được tích hợp vào tế bào trứng đã lưỡng bội mà người mẹ đang mang (ngoại trừ các trường hợp đặc biệt), kết quả là nhân bản của en masse cá thể mẹ được sinh ra. Đặc trưng này khiến cho loài Poecilia formosa chỉ có các cá thể cái.
Trong tự nhiên, Poecilia formosa thường giao phối với một con đực từ một trong bốn loài khác nhau, là P. latipinna, P. mexicana, P. latipunctata hoặc đôi khi P. sphenops.
Poecilia formosa đạt đến độ trưởng thành về tình dục từ một đến sáu tháng sau khi sinh và thường một lứa đẻ ra được từ 60 đến 100 cá con (con non). Các lứa đẻ cách nhau trong khoảng từ 30-40 ngày. Điều này tạo ra tiềm năng lớn cho sự gia tăng cá thể miễn là có sự xuất hiện của con đực. Sự thay đổi lớn về ngày trưởng thành và kích thước cá bố mẹ là kết quả của di sản, thay đổi nhiệt độ, và thực phẩm có sẵn. Chúng trở nên trưởng thành tình dục nhanh hơn và sinh sản nhiều hơn trong nước ấm (xấp xỉ 27 °C) và được cung cấp nhiều thực phẩm.